# Schröders Herweg
Schröders Herweg ist eine Hofschaft in Halver. Sie gehört zum Märkischen Kreis im Regierungsbezirk Arnsberg in Nordrhein-Westfalen.

## Lage und Beschreibung
Schröders Herweg liegt im östlichen Halver an der Landesstraße L892 zwischen dem Hauptort und dem größeren Ehringhausen. Weitere Nachbarorte sind Oberherweg, Winkhof, Siepen, Schmidtsiepen, Im Wiebusch, Grund, Stichterweide und Collenberg.
Südlich vom Ort fällt das Gelände zum Bach Schlemme ab, einem Zufluss der Volme. Ein Zufluss der Schlemme entspringt im Ort. Nördlich befindet sich der Tunnel Sticht der Wuppertalbahn, die in diesem Streckenabschnitt von der Schleifkottenbahn GmbH betrieben wird.

## Geschichte
Schröders Herweg wurde erstmals 1557 urkundlich erwähnt, die Entstehungszeit der Siedlung wird aber im Zeitraum zwischen 1300 und 1400 in der Folge der zweiten mittelalterlichen Rodungsperiode vermutet. Schröders Herweg war vermutlich ein Abspliss des Hofes Oberherweg.
1818 lebten 15 Einwohner im Ort. Laut der Ortschafts- und Entfernungs-Tabelle des Regierungs-Bezirks Arnsberg wurde Schröders Herweg als Hof kategorisiert und besaß 1838 eine Einwohnerzahl von 17, allesamt evangelischen Glaubens. Der Ort gehörte zur Ehringhauser Bauerschaft innerhalb der Bürgermeisterei Halver und besaß vier Wohnhäuser und vier landwirtschaftliche Gebäude.
Das Gemeindelexikon für die Provinz Westfalen von 1887 gibt eine Zahl von 26 Einwohnern an, die in drei Wohnhäusern lebten.
Wie auch die anderen -herweg-Orte in Halver (Oberherweg, Mittelherweg, Niederherweg, Neuenherweg, Herweger Schleifkotten) leitet sich der Ortsname aus der Lage an dem Heerweg Köln–Wipperfürth–Soest hervor, ein mittelalterlicher (nach anderen Ansichten vorgeschichtlicher) Handels-, Pilger- und Heerweg, der über die Trasse der heutigen Landesstraße L892 verlief.